# Dirk Hille
Dirk Hille (* 18. Juni 1963 in Hohenselchow) ist ein ehemaliger deutscher Handballspieler und heutiger -trainer.

## Laufbahn
Er spielte von 1977 bis 1990 für den ASK Vorwärts Frankfurt (Oder) und wechselte dann zum LTV Wuppertal in die 2. Bundesliga. Weiter spielte er für Bayer 04 Leverkusen, WSV Wuppertal und der Spielgemeinschaft des LTV / WSV Wuppertal. Dirk Hille absolvierte 50 Länderspiele für die DDR in der Jugend, Junioren, A- und B-Nationalmannschaft. Größte sportliche Erfolge waren der 6. Platz bei der Junioren-WM und mehrfacher DDR-Meister bzw. Vizemeister, 2. Platz IHF-CUP 1989. Seine Positionen war Linksaußen und als Kreisläufer.
Hille betreute anfangs den TV Cronenberg und dem HC Wuppertal. Vom Februar 2008 bis zum Dezember 2009 trainierte er den Verbandsligisten ATV Hückeswagen. Im März 2011 übernahm der B-Lizenzinhaber die Männermannschaft vom TuS Bommern. Im Sommer 2013 beendete Hille diese Tätigkeit und übernahm bis Dezember 2016 die Damenmannschaft vom TuS Bommern. Ab Juni 2017 betreute Dirk Hille die 1. Männermannschaft der DJK Welper für ein Jahr. Seit November 2018 trainiert er die 1. Damenmannschaft der HSG Schwerte/Westhofen in der Verbandsliga des Westdeutschen Handballverbandes.